# アップ・ザ・クリーク
『アップ・ザ・クリーク 激流スーパーアドベンチャー』（アップ・ザ・クリーク げきりゅうスーパーアドベンチャー、原題:Up the Creek）は、1984年にアメリカ合衆国で公開されたコメディ映画。
日本では劇場未公開で翌1985年にビデオソフト化（発売元はCIC・ビクタービデオ）された際に前述の日本語題が付けられたが、テレビ放映時に使用された『史上最悪のボートレース ウハウハザブーン』（しじょうさいあくのボートレース ウハウハザブーン）という日本語題の方が一般的に知られている。2013年12月3日に発売のDVD（発売元はハピネット）のタイトルにもそちらが使用されている。

## 概要
この当時多く作られたカレッジコメディのひとつで、ラフティングレースに挑んだ大学生チームを描いている。前述の様に日本では劇場未公開作であり、テレビ東京等の深夜枠で数回放映された。
当初知名度はほぼゼロであったが、「ウハウハザブーン」という奇妙な日本語題、お色気ありナンセンスギャグありの破天荒なストーリーによって2ちゃんねるを初めとしたインターネット掲示板などで評判が広まり、いわゆるB級映画マニアにカルト的人気を博するようになった。2ちゃんねるの実況板でよく使われる「全米川下り選手権」はこの映画で使われた言葉である。
なお、「ウハウハザブーン」というのは作中でのセリフのやりとり「ウハウハで行くか?」「ザブーンだな!」から付けられている。

## あらすじ
全米でもワースト1位という不名誉なランク付けをされている三流校「レペットメイン大学」に通う問題児・マックスら4人組は、学部長から「何の表彰も受けたことのない我が校の汚名返上の為に『全米大学対抗川下り選手権』（ラフトと呼ばれるゴムボートによる川下りレース）に参加し、優勝せよ」との命令が下される。優勝すれば特別に学位を与え学校も卒業、できなければこれまでの4人組の悪事を暴露して警察に突き出すという。
開会式でさえ盛り上がらない状態であったが、ロリ・サットンが演じる司会進行が場を盛り上げるため自ら脱衣して乳房を披露したことで開会式の雰囲気は一気に盛り上がり最高の状態でレースが始まる。
かくして4人組はメンバーの飼い犬・チャックを加えてレースに参加し、なんとか予選を通過したものの、決勝は優勝候補の名門校・アイビー大学チームなどの強豪に加え、レース前に失格となった陸軍士官学校チームの妨害もあって、レースは混戦となる。果たして4人組は優勝できるのだろうか。
レース終盤、学部長はペギー・トレンティーニが演じる美女と遭遇、彼女をナンパして性交に挑戦しようと奮起する。その頃、4人組は大逆転を目指して鉄砲水を人為的に発生させる。これによりコテージが崩壊、ナンパに成功して性交寸前だった学部長は突然発生した災害に唖然とする。
4人組は無事優勝することができた。

## キャスト
| 役名                   | 俳優                      | 日本語吹替                                                                              | 日本語吹替                               |
| 役名                   | 俳優                      | テレビ東京版                                                                            | テレビ朝日版                             |
| ---------------------- | ------------------------- | --------------------------------------------------------------------------------------- | ---------------------------------------- |
| ボブ・マッグロー       | ティム・マシスン          | 山路和弘                                                                                | 関俊彦                                   |
| ヘザー                 | ジェニファー・ラニヨン    | 日野由利加                                                                              |                                          |
| ガンザー               | スティーヴン・ファースト  | 桜井敏治                                                                                |                                          |
| マックス               | ダン・モナハン            | 鳥海勝美                                                                                | 堀内賢雄                                 |
| アーウィン             | サンディ・ヘルバーグ      | 小形満                                                                                  |                                          |
| レックス               | ジェフ・イースト          | 森川智之                                                                                |                                          |
| ブレイバーマン         | ブレイン・ノヴァグ        | 水野龍司                                                                                |                                          |
| トザー                 | ジェームズ・B・シッキング | 小山武宏                                                                                |                                          |
| 学部長                 | ジョン・ヒラーマン        | 稲葉実                                                                                  |                                          |
| 学部長がナンパした美女 | ペギー・トレンティーニ    |                                                                                         |                                          |
| 開会式で脱衣した美女   | ロリ・サットン            |                                                                                         |                                          |
| 犬のチャックの鳴き声   | フランク・ウェルカー      | フランク・ウェルカー                                                                    |                                          |
| その他                 |                           | 後藤敦 大川透 真殿光昭 青山穣 浅野まゆみ 樫井笙人 川勝あか梨 幸田夏穂 松本大 浜野ゆうき |                                          |
|                        |                           |                                                                                         |                                          |
| 演出                   |                           | 木村絵理子                                                                              |                                          |
| 翻訳                   |                           | 岩本令                                                                                  |                                          |
| 調整                   |                           | オムニバス・ジャパン                                                                    |                                          |
| 効果                   |                           | サウンドボックス                                                                        |                                          |
| 制作                   |                           | 東北新社                                                                                |                                          |
| 初回放送               |                           | 1997年9月24日 『シネクラブ』 ノーカット                                                 | 1991年8月10日 『ウィークエンドシアター』 |

- DVD発売にあたっては古川登志夫、千葉繁の両名がナレーションを行なったウェブCMが製作されている。